# Renata Cortiglioni
Renata Cortiglioni (Serrungarina, 1909 – Roma, 13 luglio 1987) è stata una direttrice di coro italiana.

## Biografia
Studiò al Conservatorio "Gioachino Rossini" di Pesaro, presso il quale si diplomò in pianoforte con Mario Vitali e Amilcare Zanella. Quindi studiò Canto corale e direzione di coro al Conservatorio di Santa Cecilia di Roma, con Armando Antonelli e Bonaventura Somma.
Nel 1949 assunse la direzione del coro di voci bianche della Radiotelevisione Italiana, che tenne per oltre trent'anni, fino a quando la televisione di stato ne decise lo scioglimento, nel 1983.
Dal 1956 ha curato le esercitazioni corali della scuola media del Conservatorio di Santa Cecilia.
Il coro da lei diretto ha collaborato con importanti istituzioni musicali, come l'Accademia Nazionale di Santa Cecilia, il Teatro dell'Opera di Roma, la Sagra musicale umbra, e con vari direttori d'orchestra, cantanti e compositori come: Nino Rota, Ennio Morricone, Bernardino Molinari, Riccardo Muti, Sergio Endrigo, Johnny Dorelli, Renato Rascel, Rita Pavone, Paolo Bacilieri, incidendo per varie etichette, come RCA, CAM, Decca, CBS.